# トマス・サマセット (初代サマセット子爵)

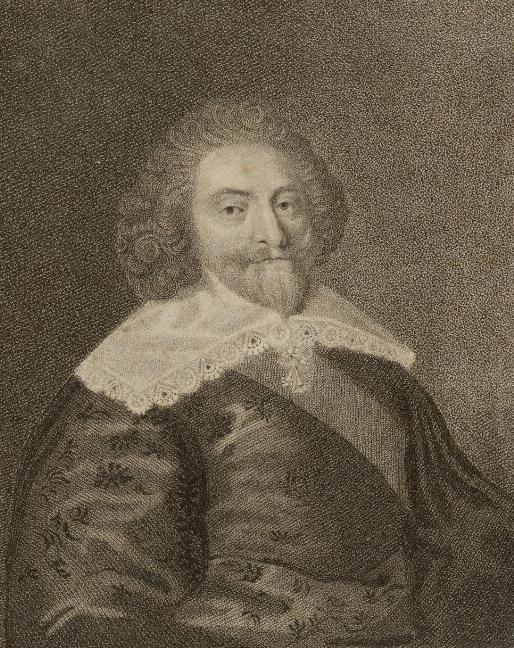
18世紀（1800年）に描かれたサマセット子爵の肖像画。エドワード・ハーディング画。

初代サマセット子爵トマス・サマセット（英語: Thomas Somerset, 1st Viscount Somerset KB、1579年ごろ – 1644年と1651年の間）は、イングランド王国の廷臣、政治家、アイルランド貴族。イングランド庶民院議員（在任：1601年 – 1611年）を務めた。

## 生涯
第4代ウスター伯爵エドワード・サマセットと妻エリザベス（旧姓ヘースティングズ、第2代ハンティンドン伯爵フランシス・ヘースティングズの娘）の三男として、1579年ごろに生まれた。1593年7月6日、オックスフォード大学モードリン・カレッジに入学した。1604年、グレイ法曹院に入学した。
1601年10月、モンマスシャー選挙区でイングランド庶民院議員に当選した。モンマスシャーではサマセット家、ハーバート家、モーガン家が有力であり、1601年の選挙ではトマスがサマセット家の候補者として当選し、2議席目はモーガン家のヘンリー・モーガンが当選した。議会の記録でみられる活動は少なかったものの、1603年3月にイングランド枢密院によりエディンバラに派遣され、エリザベス1世の死去をスコットランド王ジェームズ6世（イングランド王ジェームズ1世に即位した）に対し公式に告知し、4月にはエリザベス1世の葬儀に出席した。
この任務によりジェームズ1世の知遇を得て、1603年に王妃アン・オブ・デンマークの主馬頭に任命され、1619年まで務めた。また、1605年1月5日にバス騎士団団員に選出された。このように宮廷で優遇されたため、同時代に流行した仮面劇ではベン・ジョンソンの『ハイメンの仮面劇』（1606年）、『ヘンリー皇太子の矢来』（1610年）、『馬上槍試合の挑戦』（A Challenge at Tilt、1615年）に出演し、また宮廷で開催された馬上槍試合のほとんどに関わった。ウェールズ公ヘンリー・フレデリックとも親しかったが、ウェールズ公が1612年に早世したため、実利を得ることはなかった。
議会では1604年2月にモンマスシャーで再選、ジェームズ1世のイングランド・スコットランド合同構想に賛成したが、庶民院議員としての活躍は少なかった。
1610年7月/8月に出国して、ユーリヒ包囲戦中のイングランド軍に加入した後、9月までにネーデルラントに滞在した。パリにも立ち寄った後、ジュネーヴに向かい、ジュネーヴとサヴォイア公国の関係悪化を本国に報告したのち、1611年10月ごろに帰国した。
宗教では父と同じく隠れカトリックとされており、『英国議会史』では宗教を1604年以降の選挙に立候補しなかった理由の1つと推測しているが、一方でユーリヒでイングランド軍についてカトリック連盟と戦ったため、父と同じく、自身の宗教のために政治生涯を犠牲にしなかったと評した。1623年以降は政治への関わりを減らしたという。
1626年12月8日、アイルランド貴族であるティペラリー県におけるケッシェルのサマセット子爵に叙された。
1640年11月に出国してローマに向かい、以降イングランド内戦中は帰国せず、ローマに滞在した。『英国議会史』によれば、1644年10月にローマのイギリス学院を訪れた記録があり、領地管理の記録で1651年2月までに死去したことがわかるものの、確実な死去日は不明だという。いずれにしても、息子をもうけなかったため、死去に伴い爵位が廃絶した。遺産は娘エリザベスが継承、1655年にエリザベスが死去した後はサマセット子爵の兄ヘンリーの子孫（ウスター侯爵家、のちのボーフォート公爵家）が継承した。

## 家族
1616年8月15日、エレン・バトラー（Ellen Butler、1642年没、第5代バッティヴァント子爵デイヴィッド・ド・バリーの娘、第10代オーモンド伯爵トマス・バトラーの未亡人）と結婚、1女をもうけた。
- エリザベス（1655年没） - 生涯未婚[1]